# Potter Payper
Potter Payper, pseudonimo di Jamel Bousbaa (Londra, 15 novembre 1990), è un rapper britannico.
Nel corso della sua carriera ha raggiunto il podio della classifica album britannica due volte, rispettivamente con il mixtape Training Day 3 e con l'album Thanks for Waiting.

## Biografia
Nato da madre irlandese e padre algerino, Bousbaa trascorre l'infanzia in un quartiere di Londra chiamato Barking insieme a sua nonna. Inizia a comporre testi fin dall'adolescenza, arrivando a pubblicare musica in maniera indipendente a partire dal 2010. Nel 2015 pubblica alcuni EP con etichette minori, tuttavia interrompe la produzione di musica inedita per via di una condanna detentiva durata quasi cinque anni. Durante questo periodo viene comunque edito il mixtape Training Day 2, nonché alcuni EP.
Nel settembre 2020 pubblica il mixtape Training Day 3 via Faceless Sounds. Il progetto sirivela un buon successo commerciale, raggiungendo la terza posizione della classifica britannica e ottenendo un disco d'argento nel suddetto mercato. Contestualmente inizia a pubblicare singoli discografici, ottenendo diversi piazzamenti nella classifica singoli britannica. Nel marzo 2021 intraprende il suo primo tour da headliner, con cui porta sul palco il materiale relativo all'intera trilogia di mixtape Training Day, Training Day 2 e Training Day 3. Nei mesi successivi firma un accordo discografico con l'etichetta 0207 Def Jam, pubblicando il singolo Topshottas Freestyle in concomitanza all'annuncio.
Nell'ottobre dello stesso anno pubblica l'EP Thanks for Waiting, con cui ottiene il secondo piazzamento nella top 10 della classifica britannica. Nel 2022 ottiene un notevole successo commerciale con il singolo Gangsteritus, che raggiunge la dodicesima posizione della classifica britannica e ottiene una certificazione argento, e collabora con Ed Sheeran in uno dei remix ufficiali del singolo 2Step. Nel 2023 pubblica i singoli Blame Brexit, Multifaceted e Corner Boy, seguiti dal suo primo album in studio Real Back in Style, reso disponibile a partire dal maggio dello stesso anno. L'album debutta alla seconda posizione della classifica album britannica.

## Vita privata
Il 13 agosto 2015, Bousbaa viene arrestato per possesso di droga con finalità di spaccio. La detenzione è durata fino al giugno 2020, per un totale di circa quattro anni e dieci mesi.

## Discografia

### Album
- 2023 – Real Back in Style

### Mixtape
- 2010 – The Philosophers Chrome
- 2013 – Training Day
- 2016 – Training Day 2
- 2020 – Training Day 3
- 2021 – Thanks for Waiting

### EP
- 2015 – 24
- 2015 – One Time
- 2017 – Pay Per View
- 2018 – Regina Vs Jamel Bousbaa
- 2020 – 2020 Vision

### Singoli
- 2020 – 2020 Vision Freestyle
- 2020 – Purpose
- 2020 – Science
- 2020 – Slumdog Millionaire
- 2021 – Topshottas Freestyle
- 2021 – Catch Up (feat. M Huncho)
- 2022 – Gangsteritus (feat. Tiggs Da Author)
- 2023 – Blame Brexit
- 2023 – Multifaceted
- 2023 – Corner Boy